# لويز هنريكي دي أوليفيرا
لويز هنريكي دي أوليفيرا (بالبرتغالية: Luiz Henrique de Oliveira‏) هو لاعب كرة قدم برازيلي في مركز الوسط، ولد في 3 سبتمبر 1985 في ساو باولو في البرازيل. لعب مع باوليستا ولاسك لينتس ونادي سانتوس ونادي غواراني.

## وصلات خارجية
- لويز هنريكي دي أوليفيرا على موقع قاعدة بيانات كرة القدم.إي يو (الإنجليزية)
- لويز هنريكي دي أوليفيرا على موقع Soccerway.com (الإنجليزية)